# 付知町立東小学校
付知町立東小学校 （つけちちょうりつ ひがししょうがっこう）は、かつて岐阜県恵那郡付知町（現・中津川市）に存在した公立小学校。

## 概要
- 校区は付知町東部の九区・十区・十一区。1984年に南小学校と統合し廃校。

## 沿革
東小学校は1953年に付知小学校が分割されて開校している。ここではそれ以前についても記述する。
- 1873年（明治6年） - 勘善義校として開校。
- 1884年（明治17年） - 付知東小学校に改称する。
- 1886年（明治19年） - 付知東簡易科小学校に改称する。
- 1892年（明治25年） - 付知東尋常小学校に改称する。
- 1902年（明治35年） - 付知北尋常小学校[注釈 4]、付知南尋常小学校[注釈 5]、付知東尋常小学校が統合され、付知尋常高等小学校となる。統合校舎は無く、旧・付知東尋常小学校を第三仮教場となる。
- 1910年（明治43年） - 統合校舎[注釈 6]が完成し、第三仮教場を廃止。
- 1912年（明治45年） - 付知尋常高等小学校東分教場が開校。
- 1941年（昭和16年）4月1日 - 付知国民学校東分教場となる。
- 1947年（昭和22年）4月1日 - 付知町立付知小学校東分校となる。1～4年生が通学。
- 1949年（昭和24年）9月 - 校舎を増築。1～6年生の通学となる。
- 1953年（昭和28年）4月1日 - 付知小学校が廃校。付知小学校東分校は付知町立東小学校として独立する。
- 1972年（昭和47年） - 付知町教育委員会より「付知町教育施設総合整備構想」の要望書が出される。この中で町内の小学校の再編が提案される。
- 1982年（昭和57年）9月 - 町内の小学校を北と南の2校とし、規模や地理面から、北小学校を付知北小学校として存続。南小学校と東小学校を統合し、付知南小学校の新設が決まる。
- 1984年（昭和59年）8月 - 廃校。